# Chalepotatus
Chalepotatus is een geslacht van kevers uit de familie bladkevers (Chrysomelidae).
De wetenschappelijke naam van het geslacht werd in 1910 gepubliceerd door Julius Weise.

## Soorten
- Chalepotatus antennalis (Weise, 1913)
- Chalepotatus coarctatus (Chapuis, 1877)
- Chalepotatus integer Uhmann, 1935
- Chalepotatus minor Weise, 1910